# 工業省 (タイ)
工業省 (こうぎょうしょう、タイ語: กระทรวงอุตสาหกรรม タイ語略称: อก.、英語: Ministry of Industry 英略称: MOI）は、タイ王国政府の省の一つ。1942年に設置。

## 概要
工業省は、国家の工業振興と工業規則に関する政策を担当する。内閣の閣僚である工業大臣が省の長となる。

## 歴史
工業省の前身は、1936年に設置された経済省（タイ語: กระทรวงเศรษฐกิจ：現在は廃止）の内部部局だった商務部（現在の商務省）の課の一つである工業課（タイ語: กองอุตสาหกรรม）である。 1941年に同省工業局（タイ語: กรมอุตสาหกรรม）に昇格し、翌1942年5月5日、工業省に昇格した。

## 所在地
バンコク ラーチャテーウィー区 ラーマ6世通り（กระทรวงอุตสาหกรรม ถนนพระราม 6 เขตราชเทวี กรุงเทพฯ 10400）

## 部局

### 事務
- 大臣官房
- 次官事務所

### 内部部局
- 工場局（กรมโรงงานอุตสาหกรรม）
- 工業振興局（กรมส่งเสริมอุตสาหกรรม）
- 基盤工業・鉱業局（กรมอุตสาหกรรมพื้นฐานและการเหมืองแร่）
- 甘蔗・砂糖委員会事務局（สำนักงานคณะกรรมการอ้อยและน้ำตาลทราย）
- 工業標準局（สำนักงานมาตรฐานผลิตภัณฑ์อุตสาหกรรม）
- 工業経済事務局（สำนักงานเศรษฐกิจอุตสาหกรรม）

### 省大臣直轄機関
- タイ投資委員会事務局（BOI）

### 省関連公社
- タイ工業団地公社（IEAT）

### 省管轄独立機関
- 中小企業振興事務局（สำนักงานส่งเสริมวิสาหกิจขนาดกลางและขนาดย่อม:OSMEP）

### 省管轄機関
官民共同で生産性、製品開発などの産業発展問題に迅速に対処するために、サターバン（สถาบัน）と呼ばれる機関を創設した。
- タイ-ドイツ協会（สถาบันไทย - เยอรมัน）
- タイ生産性本部（สถาบันเพิ่มผลผลิตแห่งชาติ）
- 食品協会（สถาบันอาหาร）
- 繊維産業協会（สถาบันพัฒนาอุตสาหกรรมสิ่งทอ）
- ISO規格認証協会（สถาบันรับรองมาตรฐานไอ เอส โอ）
- 自動車協会（สถาบันยานยนต์）
- 電気・エレクトロニクス協会（สถาบันไฟฟ้าและอิเล็กทรอนิกส์）
- タイ鉄鋼協会（สถาบันเหล็กและเหล็กกล้าแห่งประเทศไทย）
- 中小企業開発協会（สถาบันพัฒนาวิสาหกิจขนาดกลางและขนาดย่อม）

### その他の関連機関
- ジェンコ社（GENCO：General Environmental Conservation Public Company Limited）-廃棄物処理
- ナーラーイパン（นารายณ์ภันฑ์）-工芸品販売
- タイ工業連盟 (FTI)
- 国立中小企業開発銀行（ธนาคารพัฒนาวิสาหกิจขนาดกลางและขนาดย่อมแห่งประเทศไทย）（SME Bank）

## 関連事項
- 内閣 (タイ)